# Pierre-Henri Raphanel
Pierre-Henri Raphanel (ur. 27 maja 1961 roku w Algierze, Algieria) – francuski kierowca wyścigowy.

## Kariera

### Początki
Po zdobyciu tytułu mistrzowskiego we Francuskiej Formule 3, w roku 1985, Pierre-Henri awansował do bezpośredniego przedsionka Formuły 1 – Międzynarodowej Formuły 3000. Starty w niej kontynuował do sezonu 1988. Najlepiej spisał się w pierwszym podejściu, kiedy to w zespole Oreca Motorsport zajął na koniec rywalizacji 12. miejsce.

### Formuła 1
Dzięki bogatym sponsorom, Francuz dostał od stajni Larrousse szansę udziału w ostatnim wyścigu sezonu – Grand Prix Australii – w roku 1988. Nie udało mu się jednak do nie niego zakwalifikować.
W roku 1990 podpisał kontrakt z włoską ekipą Coloni Racing, na cały sezon. Z tą ekipą wystąpił jednak tylko w dziesięciu rundach i po Grand Prix Węgier, Raphanel przeniósł się niemieckiego zespołu Rial Racing (zastąpił tam Niemca Volkera Weidlera). Francuz przez ten czas tylko raz zdołał zakwalifikować się do wyścigu, którym okazało się Grand Prix Monako (eliminacje te zakończył jednak przedwcześnie z powodu awarii skrzyni biegów). W pozostałych z kolei nie zdołał przejść nawet pre-kwalifikacji. Podczas ostatnich sześciu wyścigów, Francuz, pomimo iż posiadał szybszy bolid niemieckiego zespołu, nie awansował do żadnego z nich, kończąc rywalizację na sesji kwalifikacyjnej. Po tym sezonie nie znalazł już dla siebie miejsca w F1.

### Dalsza kariera
Po zakończeniu działalności w Formule 1, Pierre-Henri wyjechał do Japonii, gdzie zadebiutował w japońskich mistrzostwach samochodów turystycznych i sportowych. Oprócz tego brał udział w prestiżowym wyścigu długodystansowym – 24 Godziny Le Mans. We wszystkich przypadkach nie osiągnął jednak znaczącego sukcesu.